# Municipio de Union (condado de Madison, Iowa)
El municipio de Union (en inglés: Union Township) es un municipio ubicado en el condado de Madison en el estado estadounidense de Iowa. En el año 2010 tenía una población de 672 habitantes y una densidad poblacional de 7,7 personas por km².

## Geografía
El municipio de Union se encuentra ubicado en las coordenadas 41°22′28″N 93°57′8″O / 41.37444, -93.95222. Según la Oficina del Censo de los Estados Unidos, el municipio tiene una superficie total de 87.26 km², de la cual 87,26 km² corresponden a tierra firme y (0 %) 0 km² es agua.

## Demografía
Según el censo de 2010, había 672 personas residiendo en el municipio de Union. La densidad de población era de 7,7 hab./km². De los 672 habitantes, el municipio de Union estaba compuesto por el 97,77 % blancos, el 0,15 % eran afroamericanos, el 0,3 % eran asiáticos, el 0,89 % eran de otras razas y el 0,89 % eran de una mezcla de razas. Del total de la población el 2,23 % eran hispanos o latinos de cualquier raza.